# Jan Hammenecker
Jan Hammenecker, né le 24 janvier 1968 à Ostende en Belgique, est un acteur, dramaturge et metteur en scène belge.

## Biographie
Flamand, Jan Hammenecker travaille aussi bien dans des projets français que belges. Comédien de théâtre, il travaille avec de nombreux metteurs en scène de théâtre dont plus particulièrement Charlie Degotte (Les Revues du café de 1994 à 1999, Il n’y a aucun mérite en 1996, Poppea en 2001, Et Dieu ! en 2003...) et Frédéric Bélier-Garcia (La Cruche cassée en 2007, Yakich et Poupatchée, une comédie crue en 2010, La Mouette en 2012, La Règle en 2013).
En 1989, il apparait pour la première fois au cinéma en 1989 dans Blueberry Hill de Robbe De Hert. Il obtient de petits rôles dans des films tels que Rois et Reine d'Arnaud Desplechin en 2004, Saint-Jacques... La Mecque de Coline Serreau en 2005, Largo Winch 2 de Jérôme Salle en 2011 ou Malavita de Luc Besson en 2013. En 2012, il joue le rôle de Dominic dans Tango libre de Frédéric Fonteyne, pour lequel il est nommé au Magritte du meilleur acteur 2014.
En 2011, il incarne Justin, un flic belge adepte du vaudou, en poste à La Réunion, dans la série télévisée Signature de France 2. Il retrouve les créateurs de la série en 2015 pour un autre rôle de flic dans leur nouvelle série, Les Témoins sur France 2, aux côtés de Thierry Lhermitte et Marie Dompnier. 
En 2017, il tient un rôle dans deux séries télévisées : la deuxième saison des Témoins sur France 2, et la série flamande Beau Séjour, diffusée également sur Arte.

## Filmographie

### Cinéma

#### Courts métrages
- 1989 : Ti amo de Frank Van Passel
- 1993 : Stuck Out All Alone de Frank Devos
- 1999 : La Dinde de Sam Garbarski
- 2000 : Les Mini-cakes : qui a bu boira de Jan Hammenecker
- 2002 : French Fries de Wendy Montellano
- 2003 : Merci! de Christine Rabette : Laughing Bodhisattva
- 2004 : Choix multiples de Jules Eerdekens : Le veilleur de nuit
- 2005 : Une fameuse journée de Jean-Marie Buchet
- 2006 : Tasse de thé de Jean-Marie Buchet
- 2006 : Sortie de clown de Nabil Ben Yadir
- 2006 : Les Habitants de Raphaël Balboni : Paul
- 2008 : La Monique de Joseph de Damien Chemin : Joseph
- 2009 : Juste la lettre T de Raphaël Balboni et Ann Sirot : L'homme au gâteau
- 2009 : Prediker de Daan Van Baelen : Harry
- 2010 : Sea of Tranquillity de Hans Op de Beeck : Fumeur
- 2012 : Jan de Rémi Allier et Pablo Munoz Gomez : Jan
- 2012 : La Proie de Jonas Baeckeland : Forester
- 2013 : D'où que vienne la douleur de Khalil Cherti : Serge
- 2015 : Copain de Jan Roosens et Raf Roosens
- 2015 : Wien for Life d'Alidor Dolfing : Mike Lee 'Elvis'
- 2016 : Là où tu trouvais refuge de Guillaume Legrand : Didier
- 2017 : Les Petites Mains de Rémi Allier : Bruno

#### Longs métrages
- 1989 : Blueberry Hill de Robbe De Hert : Hell's Angel
- 1990 : Koko Flanel de Stijn Coninx et Jef Van de Water
- 1993 : Beck - De gesloten kamer de Jacob Bijl
- 1998 : Max et Bobo de Frédéric Fonteyne : Bobo
- 2000 : Pleure pas Germaine d'Alain de Halleux : Policier 1
- 2004 : Quand la mer monte... de Yolande Moreau et Gilles Porte : Jan
- 2004 : Rois et Reine d'Arnaud Desplechin : Nicolas
- 2005 : Saint-Jacques… La Mecque de Coline Serreau : Hollandais 1
- 2005 : Les Parrains de Frédéric Forestier : Le client d'Ostende
- 2006 : Comme tout le monde de Pierre-Paul Renders : Bertrand, garde du corps de Chastain
- 2007 : La Tête de maman de Carine Tardieu : Homme à Lavours
- 2007 : Ex Drummer de Koen Mortier : Dikke Lul
- 2007 : Comme à Ostende de Delphine Lehericey
- 2009 : Où est la main de l'homme sans tête de Guillaume Malandrin et Stéphane Malandrin : Père Alex Ruyten
- 2009 : Mr Nobody de Jaco Van Dormael : Directeur de l'entreprise de chaussures
- 2010 : Sweet Valentine d'Emma Luchini : Le lutteur
- 2010 : Soudain, le 22 mai de Koen Mortier : Jan
- 2011 : Largo Winch 2 de Jérôme Salle : Douanier suisse
- 2011 : Où va la nuit de Martin Provost : Inspecteur Nols
- 2012 : Tango libre de Frédéric Fonteyne : Dominic
- 2012 : Alabama Monroe de Felix Van Groeningen : Docteur
- 2012 : Rondo d'Olivier van Malderghem
- 2013 : Malavita de Luc Besson : Le chef de la station d'épuration
- 2013 : Puppylove de Delphine Lehericey : Yann
- 2014 : Milky Way de Cyril Bron et Joseph Incardona : Client Nadia n°4
- 2014 : Le Traitement de Hans Herbots : Inspecteur Verbraeke
- 2014 : Welp de Jonas Govaerts : Stroper
- 2016 : Souvenir de Bavo Defurne : Eddy Leloup
- 2016 : Home de Fien Troch : l'enquêteur policier
- 2018 : Cleo d'Eva Cools : le gardien
- 2021 : The Shift d'Alessandro Tonda : Thierry Meunier
- 2021 : Ils sont vivants de Jérémie Elkaïm
- 2023 : La Passion de Dodin Bouffant de Trần Anh Hùng : Magot

### Télévision

#### Téléfilms
- 2003 : T'as voulu voir la mer... de Christian Faure : Le conducteur du camion
- 2009 : Les Livres qui tuent de Denys Granier-Deferre : Directeur de « La vie du crime »

#### Séries télévisées
- 1993 : Bex & Blanche : Danny (épisode 1.08)
- 2010 : Oud België : Beestenkoopman (épisode 1.04)
- 2010 : Dag & nacht : High Roller (épisode 1.07)
- 2011 : Signature : Justin
- 2011 : Het goddelijke monster : Dirk Vereecken
- 2011 : Rang 1 : Man aan de bar (6 épisodes)
- 2012 : Engrenages : Guangin (épisode 4.03)
- 2012 : Clan : Ludo (2 épisodes)
- 2012 : Code 37 : Frans Apers (épisode 3.08)
- 2013 : Danni Lowinski : Meneer Rappe (épisode 2.02)
- 2013 : Zone stad : Lars Sioen (épisode 8.02)
- 2013 : Eigen Kweek (mini-série) (2 épisodes)
- 2014 : Cordon : Chauffeur de bus (6 épisodes)
- 2014-2015 : Urgence disparitions : Jan Degraeve (5 épisodes)
- 2015 : Vossenstreken : Renaat Mertens (épisode 1.04)
- 2015 - 2017 : Les Témoins : Justin
- 2015 : Voor wat hoort wat (mini-série) : Werner
- 2017 : Beau Séjour : Marcus
- 2019 : Jeux d'influence : Michael Sorensen
- 2020 : Moloch (mini-série) d'Arnaud Malherbe : Karl Marchand
- 2023 : 1985

## Théâtre

### Comédien
- 1990 : Dracula, création collective, mise en scène Éric De Staercke
- 1992 : Camping sauvage, spectacle de marionnettes d'Alain Moreau, mise en scène Éric De Staercke
- 1993 : La Grosse Baleine, écrit et mis en scène par Jan Hammenecker
- 1993 : Haro, écrit et mis en scène par Charlie Degotte
- 1994 : Saga], mise en scène Charlie Degotte
- 1994 : Tarzan ou l'Éloge de la lâcheté de Jan Hammenecker, mise en scène Mireille Verboomen
- 1994-1999 : Les Revues du café, mise en scène Charlie Degotte
- 1995 : Richter de Dimitri Masyn, mise en scène Carina Van der Sande
- 1996 : Circus and Road Show, cirque, mise en scène Vincent Wauters
- 1996 : À ceux qui viendront après nous, d’après Bertolt Brecht, mise en scène Nathanaël Harq
- 1996 : La Conquête du Pôle Sud de Manfred Karge, mise en scène Dirk Opstaele
- 1996 : Il n'y a aucun mérite, d’après Marcel Mariën, mise en scène Charlie Degotte
- 1996 : Autour de Daniil Harms de Daniil Harms, mise en scène Xavier Lukomski
- 1997 : Chantecler d'Edmond Rostand, mise en scène Charlie Degotte
- 1998-2001 : Poppea de Monteverdi, mise en scène Charlie Degotte
- 1998 : Le Cid de Corneille, mise en scène Dirk Opstaele
- 1998 : Phi Phi, opérette légère d'Henri Christiné : Dito'Dito
- 1999 : Got-tout Degotte, mise en scène Charlie Degotte
- 1999 : Le Retour du koala de Jan Hammenecker et Simon André, mise en scène de Mireille Verboomen
- 1999 : Der Tribun de Mauricio Kagel : Oxalys
- 2000 : La Revue historique, mise en scène Charlie Degotte
- 2000 : Calcinculo, cirque de Feria Musica, mise en scène Dirk Opstaele
- 2000 : La Revue Lyrique, mise en scène Charlie Degotte
- 2001 : Le Village en flammes de R.W. Fassbinder, mise en scène J.M. D'Hoop
- 2001 : Dédé, opérette légère de Christiné : Dito’Dito
- 2002 : Bouche B. de Jan Hammenecker, mise en scène Mireille Verboomen
- 2002 : Kamishibai ABC, sur une idée de Gerhard Jäger
- 2002 : Bocas Locas, intervention/monologue
- 2002 : Métamorphoses nocturne, mise en scène Ingrid von Wantoch Rekowski
- 2003 : OQT de François Clarinval, mise en scène Lorent Wanson
- 2003 : Et Dieu !, mise en scène Charlie Degotte
- 2003 : T'ijlland de Willy Thomas, mise en scène Johan De Smet
- 2004 : Métamorphoses d’après Rubens, mise en scène Ingrid von Wantoch Rekowski
- 2006 : Marguerite, l'Âne et le Diable, mise en scène Ingrid von Wantoch Rekowski
- 2006 : Graal Théâtre de Florence Delay et Jacques Roubaud, mise en scène Dominique Tack
- 2006 : La Dérive des sentiments, mise en scène Boris et Aliocha Van der Avoort
- 2007 : La Cruche cassée de Heinrich von Kleist, mise en scène Frédéric Bélier-Garcia
- 2008 : Polyglot Fox2P, mise en scène Bart Danckaert et Circé Lethem
- 2008 : Cœur ardent d'Alexandre Ostrovski, mise en scène Christophe Rauck
- 2010 : Y a-t-il des tigres au Congo ? de Bengt Ahlfors et Johan Bargum, mise en scène Isabelle Paternotte
- 2010 : Nightplay de Reynaldo Ramperssad et Corinne Bertrand, mise en scène Reynaldo Ramperssad
- 2010 : Yakich et Poupatchée, une comédie crue de Hanoch Levin, mise en scène Frédéric Bélier-Garcia
- 2012 : Lacrima, écrit et mis en scène par Arne Sierens
- 2012 : La Mouette d'Anton Tchekhov, mise en scène Frédéric Bélier-Garcia
- 2013 : La Règle de Marie NDiaye, mise en scène Frédéric Bélier-Garcia
- 2013 : American Tabloïd, d’après James Ellroy, mise en scène Nicolas Bigards
- 2015 : Les Caprices de Marianne d'Alfred de Musset, mise en scène Frédéric Bélier-Garcia
- 2019 : Linda Vista de Tracy Letts, mise en scène Dominique Pitoiset
- 2024 : Les Paravents de Jean Genet, mise en scène Arthur Nauzyciel, théâtre de l'Odéon

### Dramaturge
- 1993 : La Grosse Baleine
- 1994 : Tarzan ou l'Éloge de la lâcheté
- 1999 : Le Retour du koala co-écrit avec Simon André
- 2002 : Bouche B.

## Distinctions

### Nominations
- Magritte du cinéma 2014 : Meilleur acteur pour Tango libre